# Episodi di Grey's Anatomy (quinta stagione)
La quinta stagione della serie televisiva Grey's Anatomy, composta da ventiquattro episodi, è stata trasmessa negli Stati Uniti dal 25 settembre 2008 al 14 maggio 2009 sul canale ABC.
Con 14.520.000 telespettatori, è il dodicesimo programma più visto della stagione televisiva USA 2008-2009.
In Italia la stagione è stata trasmessa in prima visione dal 26 gennaio al 13 luglio 2009 su Fox Life di Sky. In chiaro la prima parte della quinta stagione (episodi 1-8) è stata trasmessa dal 3 settembre al 24 settembre 2009 su Italia 1. La seconda parte (episodi 9-24) è andata in onda dal 12 novembre 2009 al 17 dicembre 2009 sullo stesso canale.
Brooke Smith lascia la serie dopo il settimo episodio della stagione, perché non viene reputata all'altezza del suo ruolo all'interno della story-line.
Questa è l'ultima stagione in cui è presente il personaggio di George O'Malley. L'attore che lo interpreta, T.R. Knight, lascia la serie al termine della stagione.
Kevin McKidd entra nel cast fisso a partire dal quattordicesimo episodio della stagione nel ruolo del dott. Owen Hunt dopo essere stato ricorrente nei primi dodici episodi.
Jessica Capshaw appare in quattordici episodi della stagione nel ruolo della dott.ssa Arizona Robbins; sarà tra i personaggi fissi a partire dalla sesta stagione.
L'episodio 5x22 è il 100º episodio dell'intera serie.
| nº | Titolo originale                          | Titolo italiano                         | Prima TV USA      | Prima TV Italia  |
| -- | ----------------------------------------- | --------------------------------------- | ----------------- | ---------------- |
| 1  | Dream a Little Dream of Me (Part I)       | Sognami - 1ª parte                      | 25 settembre 2008 | 26 gennaio 2009  |
| 2  | Dream a Little Dream of Me (Part II)      | Sognami - 2ª parte                      | 25 settembre 2008 | 2 febbraio 2009  |
| 3  | Here Comes the Flood                      | Piove sul bagnato                       | 9 ottobre 2008    | 9 febbraio 2009  |
| 4  | Brave New World                           | Il nuovo mondo                          | 16 ottobre 2008   | 16 febbraio 2009 |
| 5  | There's No 'I' in Team                    | In una squadra non c'è posto per l'"io" | 23 ottobre 2008   | 23 febbraio 2009 |
| 6  | Life During Wartime                       | La vita durante la guerra               | 30 ottobre 2008   | 2 marzo 2009     |
| 7  | Rise Up                                   | Sollevarsi                              | 6 novembre 2008   | 9 marzo 2009     |
| 8  | These Ties That Bind                      | Legami indissolubili                    | 13 novembre 2008  | 16 marzo 2009    |
| 9  | In the Midnight Hour                      | Nel cuore della notte                   | 20 novembre 2008  | 23 marzo 2009    |
| 10 | All By Myself                             | Per conto mio                           | 4 dicembre 2008   | 30 marzo 2009    |
| 11 | Wish You Were Here                        | Vorrei che tu fossi qui                 | 8 gennaio 2009    | 6 aprile 2009    |
| 12 | Sympathy for the Devil                    | Compassione per il diavolo              | 15 gennaio 2009   | 13 aprile 2009   |
| 13 | Stairway to Heaven                        | Una scala per il paradiso               | 22 gennaio 2009   | 27 aprile 2009   |
| 14 | Beat Your Heart Out                       | Battito accelerato                      | 5 febbraio 2009   | 4 maggio 2009    |
| 15 | Before and After                          | Prima e dopo                            | 12 febbraio 2009  | 11 maggio 2009   |
| 16 | An Honest Mistake                         | Un errore in buona fede                 | 19 febbraio 2009  | 18 maggio 2009   |
| 17 | I Will Follow You Into The Dark           | Ti seguirò nell'oscurità                | 12 marzo 2009     | 25 maggio 2009   |
| 18 | Stand By Me                               | Stammi vicino                           | 19 marzo 2009     | 1º giugno 2009   |
| 19 | Elevator Love Letter                      | Lettere d'amore in ascensore            | 26 marzo 2009     | 8 giugno 2009    |
| 20 | Sweet Surrender                           | Dolce resa                              | 23 aprile 2009    | 15 giugno 2009   |
| 21 | No Good at Saying Sorry (One More Chance) | Non riuscire a dire "mi dispiace"       | 30 aprile 2009    | 22 giugno 2009   |
| 22 | What a Difference a Day Makes             | Che differenza può fare una giornata... | 7 maggio 2009     | 29 giugno 2009   |
| 23 | Here's to Future Days                     | Ai giorni futuri                        | 14 maggio 2009    | 6 luglio 2009    |
| 24 | Now or Never                              | Ora o mai più                           | 14 maggio 2009    | 13 luglio 2009   |

## Sognami - 1ª parte
- Titolo originale: Dream a Little Dream of Me (Part I)
- Diretto da: Rob Corn
- Scritto da: Shonda Rhimes

### Trama
L'episodio incomincia con un incubo di Meredith che, pur essendo tornata insieme a Derek, nutre ancora molte paure sul loro rapporto: Meredith sogna che Derek muore. Meredith sta pensando di chiedere a Derek di trasferirsi a vivere da lei.
Viene pubblicata la graduatoria dei migliori ospedali universitari del paese: Webber spera che il Seattle Grace abbia una buona posizione, ma le sue aspettative e quelle degli altri chirurghi vengono deluse quando si scopre che il Seattle Grace è solo al dodicesimo posto.
Lexie aiuta George per ripetere gli esami.
Derek e Rose discutono in sala operatoria.
Callie ed Erica sono imbarazzate per il bacio, e sfociano in una discussione sul comportamento professionale.
Incomincia a nevicare.
In ospedale arriva una limousine con tre eleganti signore che non riescono a contattare i propri mariti. Ritroveranno questi ultimi quando la Bailey e Cristina dirotteranno le loro ambulanze dal Mercy West al Seattle Grace. Con loro, in una delle ambulanze, c'è il dottor Owen Hunt, affascinante chirurgo d'emergenza arruolato nell'esercito (che, tra lo stupore di tutti, Richard compreso, racconta di aver effettuato una tracheotomia su uno dei mariti usando una penna).
Izzie, Meredith e Alex hanno un diverbio.
Meredith assilla Cristina sul rapporto con Derek e alla fine Cristina le dice che sta commettendo una grave errore e che tra lei e Derek le cose non andranno bene.
Dopo la discussione, Cristina esce dall'ospedale e scivola sul pavimento ghiacciato; proprio in quel momento un lastrone di ghiaccio cade dal tetto e le si conficca nello stomaco. Meredith corre a chiamare aiuto.
- Special Guest Star: Kevin McKidd (Dr. Owen Hunt)
- Guest Star: Lauren Stamile (Rose), Bernadette Peters (Sarabeth), Mariette Hartley (Betty), Kathy Baker (Anna), Cliff DeYoung (Phil), John Getz (Micheal).
- Musiche: Black Tables degli Other Lives, Youthless di Beck, Wins di Jade McNelis, Jungle Drum di Emilíana Torrini e Mistaken Identity di Steve Reynolds.
- Il titolo si riferisce all'omonimo brano dei The Mamas & the Papas.

## Sognami - 2ª parte
- Titolo originale Dream a Little Dream of Me (Part II)
- Diretto da: Rob Corn
- Scritto da: Shonda Rhimes

### Trama
Cristina si trova svenuta a terra e sogna la sua vecchiaia da zitella insieme a Meredith. A soccorrere Cristina arriva il dottor Owen Hunt. Callie ha fatto delle ricerche sulle procedure di congelamento e convince il Capo a dare l'autorizzazione che Derek le ha negato. Tuttavia, durante l'operazione ci sono delle brutte complicazioni e la Torres si fa prendere dal panico. La Hahn tuttavia riesce a calmarla e quindi a salvare il paziente.
Alex convince la Bailey a operare l'uomo adultero prima della mezzanotte, così che a pagare l'operazione sia l'assicurazione dell'uomo. La Bailey fa rimettere l'orologio della sala operatoria indietro.
Hunt parla della sua esperienza militare con Cristina; dopo, Webber gli offre un posto di lavoro ma lui vuole tornare nel deserto e prima di andare bacia Cristina.
Meredith e Cristina affrontano nuovamente l'argomento convivenza perché per Meredith è importante il parere dell'amica.
Izzie vede Alex nella camera con una ragazza e uscendo dall'ascensore trova Denny ad aspettarla, mentre lei indossa il suo abito fucsia.
Il mattino seguente Webber avvisa il personale dell'ospedale che da ora in poi ci sarà un maggior grado di severità in ospedale.
- Special Guest Star: Kevin McKidd (Dr. Owen Hunt)
- Guest Star: Lauren Stamile (Rose), Mariette Hartley (Betty), Cliff DeYoung (Phil), John Getz (Micheal), Bernadette Peters (Sarabeth), Kathy Baker (Anna)
- Musiche: Skinny Love di Bon Iver,Never Bloom Again dei The Perishers,And Then You di Greg Laswell,Crazy Ever After di The Rescues,White Horse di Taylor Swift,Another Door Closes di Jont.
- Il titolo si riferisce all'omonimo brano dei The Mamas & the Papas.
- In questo episodio non è presente la voce narrante.

## Piove sul bagnato
- Titolo originale Here Comes the Flood
- Diretto da: Michael Pressman
- Scritto da: Shonda Rhimes e Krista Vernoff

### Trama
Meredith vuole interrompere la terapia perché ritiene che, adesso che è felice, non ne ha più bisogno. La dottoressa Wyatt però glielo sconsiglia vivamente, spiegandole che c'è molto altro di cui parlare.
Derek vuole sfrattare Izzie e Alex dalla casa di Meredith, ma lei non è affatto d'accordo.
Webber riunisce il personale dell'ospedale per chiarire le nuove regole e il nuovo protocollo di insegnamento che verrà messo in pratica: tutti gli specializzandi dovranno studiare tutti i campi della chirurgia, tutti i responsabili dovranno "insegnare con entusiasmo" e dovranno avere un comportamento professionale, insegnando equamente, lasciando da parte le relazioni interpersonali, imparando anche l'arte della comprensione e della compassione.
Meredith e la Bailey si occupano di Shelley Boden, una ragazza di 30 anni col cancro del colon al quarto stadio. Durante un intervento però i medici scoprono che la situazione è davvero brutta e non ci sono molte speranze di sopravvivenza per la ragazza.
Derek, assistito da Cristina, si occupa di Philip Berry, un uomo di 63 anni che soffre di mal di testa cronico da sette anni che nessuno è mai riuscito a guarire. Derek vuole provare con una lobotomia frontale, ma Lexie è convinta che l'uomo abbia solo bisogno di un otorino, così si rivolge a Mark sapendo che lui è anche specializzato in otorinolaringoiatria. Mark scopre infatti che l'uomo ha semplicemente un'infiammazione di un nervo nel naso, perciò necessita di un'operazione semplicissima.
George deve ridare l'esame, assistito da un supervisore, ma non appena George apre il plico incomincia a piovere nella stanza in cui si trovano dal soffitto, perché è scoppiata una tubatura. Così Webber gli permette di interrompere l'esame e di risostenerlo successivamente sotto la sua supervisione.
Alex affianca la Hahn, occupandosi di Jack O'Brien, un uomo con un aneurisma dell'aorta addominale. L'uomo sembra essere molto sfortunato: gli si è rotto il tostapane, il suo gatto è scappato, il suo portico è crollato, nel suo televisore si vede tutto verde, la moglie lo ha lasciato, il suo commercialista lo ha derubato, e ora sembra che l'ospedale, a causa della rottura della tubatura, sembra volglia addirittura crollargli addosso, ma Alex riesce a convincerlo a farsi operare, anche se mentre lo stanno operando, l'allagamento provoca il crollo del soffitto sopra la sua ferita chirurgica. Cercando detriti all'interno dell'uomo, Alex scopre la presenza un tumore maligno al pancreas, che però viene subito asportato e che, essendo solo al primo stadio, non necessiterà neanche la chemio, quindi il crollo del soffitto è stata una vera fortuna per l'uomo.
Izzie propone ad Alex di andare a vivere insieme, ma Alex si rifiuta perché non ha abbastanza denaro per dare una caparra per la nuova casa. Allora Izzie propone a Cristina di andare a vivere in un appartamento di cui ha trovato un annuncio. Alla fine Cristina decide di trasferirsi proprio in quell'appartamento, ma con Callie, mandando Izzie su tutte le furie.
Erica si arrabbia con Callie perché ha parlato con Mark della loro relazione.
Cristina va dalla psicologa di Meredith, per chiederle di convincere Meredith a proseguire la terapia e di consigliarle di non mandare via i suoi coinquilini. Alla fine Meredith, dopo aver riparlato con la dottoressa Wyatt e aver deciso di proseguire la terapia, decide di non cacciare Izzie e Alex da casa sua.
Lexie e Mark si incontrano al bar da Joe e incominciano a conoscersi un po'.
- Guest star: Amy Madigan (Dr. Wyatt), Daniel J. Travanti (Barry Patmore), Jim Ortlieb (Jack O'Brien), Samantha Quan (Shelley Boden), Suzy Nakamura (Jenn Smith).
- Musiche: Cares at the Door di Sia, Ha Ha di Emilíana Torrini, LOL di Little Jackie, Pitterpat di Erin McCarley, Say Aha di Santogold.
- Il titolo si riferisce all'omonimo brano di Peter Gabriel.

## Il nuovo mondo
- Titolo originale Brave New World
- Diretto da: Eric Stoltz
- Scritto da: Shonda Rhimes e Debora Cahn

### Trama
Aiutate da Meredith ed Erica, Cristina e Callie si trasferiscono nel nuovo appartamento.
Erica propone a Callie di uscire insieme a cena per un vero e proprio appuntamento. Callie è preoccupata per l'appuntamento e ne parla con la Bailey che resta sconvolta e non riesce a proferire parola. Più tardi, la Bailey consiglia a Callie di parlare con Erica delle aspettative e delle regole della loro vita sessuale.
Mentre aspetta Meredith a casa sua, Derek trova in un armadio un vecchio diario della madre di lei, ma non lo legge e neanche Meredith vuole leggerlo.
George è preoccupato per l'esito del test, che non è ancora arrivato.
Visto che gli specializzandi devono occuparsi di tutte le branche della chirurgia, Cristina viene assegnata al Poliambulatorio, Alex e Izzie al pronto soccorso e Meredith in chirurgia cardiotoracica con la Hahn.
Izzie deve mettere dei punti al signor Arnie Grandy, un uomo a cui la moglie ha tirato il telecomando, ma si accorge che il suo paziente ha un tic nervoso alla bocca. Izzie così decide di fargli qualche esame di accertamento, sospettando un problema neurologico. Quando Alex capisce che l'uomo potrebbe rivelarsi un caso interessante, lo ruba a Izzie, dicendo invece a Derek che è stata proprio lei a volergli lasciare il caso. Derek e Alex scoprono che il disturbo è causato da un tumore dietro agli occhi e decidono di operarlo. Quando Izzie scopre dell'imbroglio di Alex, parla male di lui al paziente, convincendolo a chiedere di riavere proprio Izzie come medico, parlando con Derek. Così a operare l'uomo sono Mark, Derek e Izzie.
Meredith e George si occupano di Duncan Pailey, un bambino di 8 anni che deve sottoporsi a un intervento delicato e rischioso, perché ha un disturbo alla valvola aortica causato da un'endocardite batterica. A causa di ciò, il bambino deve subire un autotrapianto polmonare, ma non vuole essere operato e cerca di fuggire. George riesce a rassicurare il bambino. Meredith dice alla Hahn di aver già eseguito un'anastomosi sull'arteria coronaria, così la Hahn le permette di eseguirne una parte, ma in sala operatoria capisce che Meredith le ha mentito e che è stata Cristina a istruirla sulla procedura. L'intervento comunque finisce bene.
Cristina si occupa di una donna con cute fragile e chiede un consulto a Mark. Mark è convinto che si tratti semplicemente di un rash cutaneo, mentre Cristina pensa a qualcosa di peggio. Mark manda Cristina in dermatologia a prendere dei medicinali per curare la donna.
In dermatologia, Cristina nota che lì il clima è molto più rilassato rispetto a Chirurgia, così chiama i suoi amici e tutti loro si siedono su un divano a chiacchierare e osservare gli specializzandi di dermatologia e la loro tranquillità.
La paziente di Cristina ha una crisi e decide di farle un esame bioptico della cute.
Alla fine della giornata, gli specializzandi si ritrovano di nuovo in dermatologia e arrivano alla conclusione che tutta quella tranquillità non fa di certo per loro.
George viene a sapere che ha passato il test e corre da Izzie e Meredith per dar loro la bella notizia, non curandosi di Lexie, palesemente "cotta" di lui.
Alex chiede scusa a Izzie per il suo atteggiamento.
Callie ed Erica decidono di procedere con calma con la loro relazione.
Meredith e Cristina leggono insieme il diario della madre di Meredith.
- Guest Star: Amy Aquino (Marianne Grandy), Larry Brandenburg (Arnie Grandy), Bre Blair (Lauren Pailey), John Sloan (David Pailey), Steven W. Bailey (Joe), Kathleen Early (Dr. Daisy Pepman), Max Burkholder (Duncan Pailey).
- Musiche:Big Jumps di Emilíana Torrini,Love to Me di Bernadette Moley,Done With You di The Whitest Boy Alive,Ain't Gonna Lose You di Brett Dennen,Altogether Now di Patrick and Eugene,My Heart With You di The Rescues,My Love di The Bird and The Bee,One of Those Days di Joshua Radin.
- Il titolo si riferisce all'omonimo brano di Iron Maiden.

## In una squadra non c'è posto per l'"io"
- Titolo originale There's No 'I' in Team
- Diretto da: Randall Zisk
- Scritto da: Jenna Bans

### Trama
Al Seattle Grace Hospital ci si prepara per un trapianto multiplo di reni, a lungo atteso. La Bailey è entusiasta ed emozionata, perché si tratta di un progetto su cui ha lavorato da molto tempo. Si tratta di 12 operazioni, 6 trapianti di rene in 6 sale operatorie, effettuate contemporaneamente. È una donazione incrociata di reni compatibili, detta anche trapianto domino. L'intervento però rischia di saltare, perché una delle donatrici scopre che il marito l'ha tradita con un'altra delle donatrici. La Bailey riesce a convincerla ugualmente a partecipare al trapianto, facendole capire l'importanza del suo gesto, non solo per il marito, ma anche per tutte le altre persone coinvolte.
Alla fine, l'intervento termina piuttosto bene, anche se Meredith in sala operatoria fa cadere accidentalmente un rene e i medici fanno di tutto per salvarlo. In una famosa rivista medica di neurochirurgia viene pubblicato il risultato della ricerca sul tumore al cervello condotta da Derek e Meredith, ma la scoperta viene chiamata semplicemente "metodo Shepherd", così Meredith si arrabbia con Derek perché, pur avendolo aiutato, non è stata citata nell'articolo. Alla fine Derek le chiede scusa regalandole un rene in formalina. Webber dà a George la facoltà di scegliere i suoi nuovi specializzandi, tra i quali non è compresa Lexie che, arrabbiata confessa i suoi sentimenti all'ignaro George, che resta basito dalla notizia, e quindi lei lo manda al diavolo. Callie ed Erica sono andate a letto insieme. Callie racconta a Mark che non è stata una bella esperienza, ma decide di farsi insegnare da lui come fare meglio. Alex e Izzie vengono coinvolti nel caso di uno dei pazienti e hanno varie divergenze, ma alla fine Izzie tenta di convincerlo che lei tiene molto a lui e non lo deluderà. Alla fine della discussione lui la bacia.
Cristina è amareggiata perché è convinta che oltre a Burke non ci siano veri uomini al mondo. Proprio in quel momento Cristina vede, seduto al bar di Joe, Owen Hunt che dice a Joe che il giorno dopo incomincierà a lavorare all'ospedale.
- Special Guest Star: Kevin McKidd (Dr. Owen Hunt)
- Guest Star: Carl Lumbly (Kurt Walling), George Newbern (Stan Mercer), Colleen Flynn (Nancy Mercer), Saige Thompson (Lindsay Herman), Lesley Odom Jr. (P.J. Walling), Steven W. Bailey (Joe).
- Musiche:Love Save The Empty di Erin McCarley,Ordinary Day di Emilie Mover,These Quiet Times di Shady Bard, Comes And Goes (In Waves) di Greg Laswell, Hiding My Heart di Brandi Carlile, Live Like You're Dying di Lenka.
- Il titolo si riferisce all'omonimo brano dei Taking Back Sunday.

## La vita durante la guerra
- Titolo originale: Life During Wartime
- Diretto da: James Frawley
- Scritto da: Shonda Rhimes, Mark Wilding

### Trama
Una mattina, prima di andare al lavoro, Meredith decide di aprire qualche scatolone di sua madre e ritrova Jane anatomica, la bambola che sua madre le aveva regalato quando aveva cinque anni.
Izzie e Alex sono andati a letto insieme e ora Alex vuole sapere da lei se il loro è un rapporto aperto oppure no.
In ospedale, il dottor Shepherd e il dottor Sloan incontrano il neoassunto dottor Owen Hunt, responsabile del reparto di traumatologia. Meredith e Cristina scappano via, subito dopo che quest'ultima vede Hunt e Cristina racconta a Meredith che si erano baciati.
Intanto il dottor Webber dice alla Bailey che vuole renderla il miglior chirurgo dell'ospedale e che deve incominciare a risolvere le situazioni anche senza il suo aiuto.
Richard assegna alla Bailey il caso di Tori, una bimba di 10 anni con un tumore inoperabile all'addome. I genitori della bambina chiedono che anche la Hann sia assegnata al caso, ma la donna, pur accettando, è fermamente contraria, essendo sicura che non si possa fare nulla. Miranda chiama Meredith ad assisterla. Il capo vuole che la Bailey trovi un modo per operarla comunque. Seguendo un'idea di Meredith, la Bailey, Richard e la Hahn operano la bambina. L'operazione termina bene e la bambina è salva, ma ad operazione finita Miranda, con estremo disgusto, fa presente alla Hann di considerarla la sola persona a non avere alcun merito se l'operazione è andata così bene, avendo mantenuto un atteggiamento non fiducioso e strafottente per tutto il giorno.
Tutti gli altri specializzandi partecipano a un'esercitazione pratica organizzata dal dottor Hunt. Hunt appare subito molto cruento e fa usare agli specializzandi come cavie per l'esercitazione dei maiali. Comunque, tutti gli specializzandi si adeguano. Solo Izzie, amareggiata dal poco rispetto dato a quegli animali, si rifiuta di lavorare per l'esercitazione.
Derek e Mark non sono entusiasti dell'arrivo di Owen.
Izzie e Alex in pronto soccorso si occupano di feriti appena arrivati a seguito di un incidente stradale.
- Special Guest Star: Kevin McKidd (Dr. Owen Hunt)
- Guest Star: Scott Haven (Randy Begler), Lauri Johnson (Nonna di Ruth), Brandon Scott (Dr. Ryan Spalding).
- Musiche: Walcott dei Vampire Weekend, Days go on di Greg Laswell, The Valley To The Stars di El Perro del Mar, Prelude di Raining Jane, Ordinary Girl dei WAZ, No Time To Sleep di Tina Dico, Boys With Girlfriends dei Meiko.
- Il titolo si riferisce all'omonimo brano dei Talking Heads.
- Nota: non sono stati usati animali veri nell'episodio.

## Sollevarsi
- Titolo originale: Rise Up
- Diretto da: Joanna Kerns
- Scritto da: William Harper

### Trama
Webber presenta agli specializzandi del secondo anno Stan, un robot parlante che funge da paziente, con il quale essi potranno esercitarsi. Uno degli specializzandi del secondo anno verrà infatti scelto per la prima volta per eseguire un intervento da primo operatore, cosa che li elettrizza. Webber incarica Owen di scegliere lo specializzando che eseguirà l'intervento.
I primi a esercitarsi con il robot sono George e Alex. Alex, ritenendola una perdita di tempo, cerca qualcos'altro da fare. George invece tenta in tutti i modi di curare il robot, le cui condizioni peggiorano sempre più; più tardi però George scopre che in realtà era Webber, tramite un dispositivo, a peggiorare continuamente le condizioni del robot per mettere il ragazzo alla prova.
Lexie scopre che i suoi colleghi specializzandi del primo anno fanno pratica su loro stessi per imparare a operare. Lexie decide di incominciare a fare pratica sui cadaveri non reclamati, ma Cristina lo scopre e decide di andare anche lei a fare pratica sui cadaveri. Quando la Bailey lo scopre, si arrabbia con gli specializzandi.
Izzie e Meredith assistono la Hahn nel caso di Michael Norris, un uomo in attesa di un trapianto di cuore. L'uomo è proprio colui che avrebbe dovuto ricevere il cuore che Izzie aveva invece rubato per Danny. La ragazza è molto turbata per questo, tanto che durante l'operazione al paziente vede il fantasma di Danny e scappa dalla sala operatoria. La Hahn viene a sapere da Callie della storia di Izzie e Danny e, infuriata, va da Webber chiedendogli perché la specializzanda non venne licenziata per aver rubato il cuore. La Hahn invita Richard a far riaprire il caso, ma Webber la ritiene una storia chiusa e la caccia via. Izzie si scusa con la Hahn per il suo atteggiamento in sala operatoria e convince il paziente a sottoporsi nuovamente all'intervento. Izzie continua comunque a vedere il fantasma di Danny.
Erica, infastidita dal fatto che Izzie e la Bailey non sono state punite per la storia di Danny, decide di lasciare Callie e sparisce dal Seattle Grace per sempre.
Al pronto soccorso, Cristina cerca di salvare un uomo caduto da un cavalcavia, ma non fa del suo meglio poiché pensa solo alla possibilità di essere scelta come primo operatore; per questo viene rimproverata più volte da Owen.
Derek e la Bailey seguono il caso di Rosemary Bullard, un'anziana che deve subire l'ennesima operazione per un tumore al cervello. Prima dell'intervento l'anziana firma "un ordine di non rianimazione" nel caso in cui qualcosa andasse storto; il marito è d'accordo e i due si dicono addio serenamente. L'operazione va però male e quando la donna sta per morire, il marito supplica ai medici di intervenire, ma il contratto lo vieta. Alla fine l'uomo accetta la morte della moglie.
- Special Guest Star: Jeffrey Dean Morgan (Denny Duquette), Kevin McKidd (Dr. Owen Hunt).
- Guest Star: Tom Verica (Michael Norris), Bonnie Bartlett (Rosemary Bullard), George Coe (Ed Bullard), Brandon Scott (Dr. Ryan Spalding).
- Musiche: I Want That degli Psapp, Good Times delle Brazilian Girls, Torch Song di Shady Bard, Gotta Figure This Out di Erin McCarley
- Il titolo si riferisce all'omonimo brano di: Yves Larock

## Legami indissolubili
- Titolo originale: These Ties That Bind
- Diretto da: Eric Stoltz
- Scritto da: Stacey McKee

### Trama
Sadie, vecchia amica di Meredith, diventa una nuova specializzanda dell'ospedale. Cristina ne è gelosa sin dall'inizio.
Al SGH arriva Timothy Miller, un senzatetto rimasto impalato sul proprio femore. La dottoressa Torres ricostruisce tutte le ossa dell'uomo con il titanio, ma l'intervento non va bene e l'uomo muore.
Callie soffre per il fatto che Erica se ne è andata e scoppia a piangere con una crisi di nervi. Mark cerca di consolarla.
Per rimpiazzare la dottoressa Hahn, viene chiamata la dottoressa Virginia Dixon, un medico con la sindrome di Asperger. La dottoressa Dixon esegue un intervento su di un uomo che dice di essere perseguitato dal fantasma del precedente proprietario del cuore e ottiene un cuore nuovo. La Bailey cerca di aggirare le regole per convincere la Dixon a restituire all'uomo il suo vecchio cuore, ma la Dixon capisce l'imbroglio e rimprovera la Bailey per averla presa in giro e manipolata.
Cristina scopre che gli specializzandi del primo anno stanno facendo pratica su se stessi e ordina loro di smettere subito.
Izzie continua a vedere Danny e alla fine chiede ad Alex di bruciare per lei il maglione di Danny, per potersi liberare del suo spirito. Tuttavia bruciare quel maglione non basta e Izzie vede ancora Danny, che continua a ripeterle di essere lì per lei.
Meredith, notando che Mark si sta avvicinando un po' troppo a Lexie, chiede a Derek di dire a Mark di stare lontano dalla "piccola Grey".
Owen bacia per la seconda volta Cristina, appena fuori dal bar di Joe.
- Special Guest Star: Jeffrey Dean Morgan (Denny Duquette), Kevin McKidd (Dr. Owen Hunt).
- Guest Star: Melissa George (Sadie), August Schellenberg (Clay Bedonie), Ed Lauter (Timothy Miller), Mary McDonnell (Dr. Virginia Dixon), Brandon Scott (Dr. Ryan Spalding).
- Musiche: "The Uniform" - The Flying, "Ah, Ah, Ah" - The Coral Sea, "It's A Funny Thing" - Jets Overhead, "Falling for You" - Seabird, "Trouble Is a Friend" - Lenka
- Riferimento del titolo: Il titolo si riferisce a una canzone degli Alter Bridge

## Nel cuore della notte
- Titolo originale: In the Midnight Hour
- Diretto da: Joan Rater, Tony Phelan
- Scritto da: Tom Verica

### Trama
Sadie si trasferisce a casa di Meredith mentre cerca un posto dove andare a vivere.
Cristina e Meredith si occupano, insieme alla Bailey, di Jason Chron, un uomo di 47 anni che deve subire un'appendicectomia.
Owen, Callie, Derek e Mark si occupano di Arthur, un uomo di 45 anni precipitato dal 2º piano di un palazzo, con ferite multiple e un trauma.
L'uomo si è ferito durante un episodio di sonnambulismo. L'uomo soffre di sonnambulismo da quando sua moglie è morta. Mark scopre che la figlia dell'uomo, ancora tredicenne, non dorme da molto tempo per restare sveglia controllarlo e aiutarlo a riaddormentarsi. In realtà si trattava non di sonnambulismo ma di una forma di epilessia, così i medici lo operano e risolvono il problema. Callie viene colpita al naso da un pugno dell'uomo sonnambulo e Mark la opera per sistemarle il naso.
Alex si occupa di Lauren, una paziente ipocondriaca con forti dolori addominali, convinta di avere un cancro allo stomaco che in realtà si rivelano essere causati da un'infezione da clostridio, in quanto la donna, convinta che un brufolo fosse un'infezione da stafilococco potenzialmente letale, si è auto-prescritta degli antibiotici che le hanno distrutto la flora batterica, perciò ora necessita di un trapianto fecale.
Sadie, seguendo un'idea di Lexie, decide di farsi operare dalle matricole per farsi togliere l'appendice, per provare la procedura, ma durante l'intervento i ragazzi scoprono che la sua appendice è realmente infiammata. A quel punto Lexie chiede aiuto a Meredith e chiama subito Cristina e la Bailey. Alla fine il capo si congratula con Meredith e Cristina perché hanno subito chiamato aiuto, ma poco dopo scopre che Cristina sapeva da prima che i suoi specializzandi si esercitavano su se stessi e decide di escluderla dalla corsa per l'intervento da primo operatore. Così, Cristina si arrabbia con Meredith perché non l'ha difesa e le ha fatto prendere tutta la colpa.
La Bailey confessa a Callie di essere stanca del proprio lavoro e di avere bisogno di una nuova sfida.
Derek decide di ospitare Lexie, distrutta dopo la giornata terribile, a casa di Meredith.
Owen aspetta Cristina sotto casa sua per parlare e passare un po' di tempo con lei.
- Special Guest Star: Jeffrey Dean Morgan (Danny Duquette), Kevin McKidd (Dr. Owen Hunt).
- Guest Star: Melissa George (Sadie), Joshua Malina (Seth), Leslie Grossman (Lauren), John Allen Nelson (Arthur), Madeline Carroll (Ivy), Brandon Scott (Dr. Ryan Spalding).
- Musiche: "Boys With Girlfriends" di Meiko, "Quiet Times" di Dido, "No Time To Sleep" di Tina Dico, "Ocean And A Rock" di Lisa Hannigan, "Ordinary Girl" di Waz.
- Riferimento del titolo: Il titolo fa riferimento alla canzone di Wilson Pickett dell'album omonimo.

## Per conto mio
- Titolo originale: All By Myself
- Diretto da: Arlene Sanford
- Scritto da: Peter Nowalk

### Trama
I responsabili assegnano all'unanimità l'intervento da primo (un'amputazione sotto il ginocchio per un cancro alle ossa) alla Yang, che però, a causa dell'operazione clandestina eseguita dagli specializzandi, non ha il permesso del capo di eseguire l'operazione e dovrà quindi scegliere un sostituto. Alla fine, Cristina sceglie Alex, che viene assistito da Izzie. Meredith si offende. Derek però spinge Meredith ad andare a parlarle per fare pace, così Meredith va a parlarle ma le due finiscono per litigare ancor di più.
Inoltre durante la giornata la Yang deve assistere la dottoressa Dixon e cercare di convincerla a diventare il primario di cardiochirurgia del Seattle Grace.
La Dixon rifiuta l'offerta del Seattle Grace, a causa della spiacevole situazione in cui il capo ha messo Cristina.
La Bailey cerca nuovi stimoli occupandosi insieme a Mark e Lexie di Kathleen Patterson, una donna che viene sottoposta a una ricostruzione dell'ipofaringe. La donna scrive un blog in cui parla del cancro e dell'impossibilità di parlare, ma grazie all'intervento torna a parlare.
Callie si invaghisce di Sadie.
Izzie continua ad avere visioni di Danny e trascura il poliambulatorio per passare tempo con il fantasma di lui.
George comincia a capire che c'è qualcosa in Izzie che non va. 
Callie e Derek si occupano, insieme a Meredith e Sadie, di due sorelle di 15 e 16 anni, Emma e Holly, che litigano continuamente dopo aver avuto un incidente con l'auto del padre. Holly, stava inviando messaggi con il cellulare mentre guidava.
Alla fine Holly muore ed Emma si sente profondamente in colpa per le ultime parole che lei ha detto alla sorella.
Alex rivela a Izzie di amarla, ma la ragazza è combattuta.
Hunt consola la Yang baciandola nella stanza dell'impianto di ventilazione.
Sadie dice a Lexie che Sloan sembra interessato a lei, così alla fine Lexie va a casa di Sloan e Mark infrange la promessa fatta a Derek avendo un rapporto sessuale con lei.
- Special Guest Star: Kevin McKidd (Dr. Owen Hunt), Jeffrey Dean Morgan (Danny Duquette).
- Guest Star: Mary McDonnell (Dr. Virginia Dixon), Brandon Scott (Dr. Ryan Spalding), Tzi Ma (Mr. Patterson), Kay Panabaker (Emma Anderson), Rosalind Chao (Kathleen Patterson), Christa B. Allen (Holly Anderson), Melissa George (Sadie).
- Musiche: "They Said I Said" di Sugarush Beat Company, "Winter Birds" di Ray LaMontagne, "Secret" di Max Morgan, "Street Lights" di Kanye West.
- Riferimento del titolo: Il titolo di quest'episodio fa riferimento alla canzone omonima di Eric Carmen.

## Vorrei che tu fossi qui
- Titolo originale: Wish You Were Here
- Diretto da: Rob Corn
- Scritto da: Deborah Cahn

### Trama
È il compleanno di Izzie.
Cristina, Owen, Derek e Meredith si occupano di William Dunn, un detenuto condannato a morte che ha riportato varie lesioni a seguito di un pestaggio. L'uomo è in carcere per aver tagliato la gola ad alcune donne. L'uomo è stato pugnalato con uno spazzolino che gli si è conficcato nella colonna vertebrale, paralizzandolo. Derek dovrà operarlo. Il caso incrina ulteriormente il rapporto tra Cristina e Meredith. Cristina e Derek sono favorevoli alla pena di morte e condannano l'uomo, mentre Meredith e Owen no. Inoltre il caso riporta alla mente di Derek la morte di suo padre, ucciso barbaramente da due banditi che volevano il suo orologio.
Mark dice a Lexie che non potranno mai più avere rapporti sessuali, perché lui ha promesso a Derek di starle lontana.
George si occupa di Margaret, una giovane donna che si è rotta l'anca. Callie e Mark scoprono che la causa delle frequenti fratture capitate alla donna è un tumore paratiroideo benigno che impedisce che il calcio si fissi nelle ossa.
Mark racconta a Callie di essere andato a letto con Lexie e le chiede di aiutarlo a resistere agli stimoli sessuali; al tempo stesso anche Callie, invaghitasi di Sadie, cerca in ogni modo di resisterle.
Nel frattempo, la Bailey si occupa di Jackson Prescott, un bambino che ha già subito diversi interventi all'intestino e di cui la Bailey si occupa da tre anni. Durante una visita al bambino il pediatra, il dottor Jordan Kelly, muore e viene sostituito ben presto dalla dottoressa Arizona Robbins, che decide di cambiare radicalmente la terapia del bambino. Miranda è poco fiduciosa sulle abilità della nuova pediatra, ma deve poi ricredersi.
Izzie confessa finalmente ad Alex di vedere Denny, ma lui non capisce pienamente la cosa e continua a comportarsi da fidanzato perfetto. Izzie incomincia a pensare di poter essere felice vivendo una "relazione" sia con il fantasma di Denny sia con Alex.
Alla fine della giornata, al bar di Joe Mark vede Lexie e le chiede di andarsene con lui.
- Special Guest Star: Kevin McKidd (Dr. Owen Hunt), Jeffrey Dean Morgan (Denny Duquette), Jessica Capshaw (Dr. Arizona Robbins).
- Guest Star: Eric Stoltz (William), Samantha Mathis (Melinda), Perrey Reeves (Margaret), Steven W. Bailey (Joe), Robin Pearson Rose (Patricia), Melissa George (Sadie).
- Musiche: "Am I Still the One" di Daniel Powter with Linda Perry, "You Don't Know Me" di Ben Folds featuring Regina Spektor, "Ah, Ah, Ah" di The Coral Sea, "The Day Before the Day" di Dido, "Lights Out" di Santogold, "Home" di Tandy.
- Riferimento del titolo: "Wish You Were Here" è una canzone e il titolo di un album dei Pink Floyd del 1975. È anche una canzone della band Incubus e della cantante canadese Avril Lavigne.

## Compassione per il diavolo
- Titolo originale: Sympathy for the Devil
- Diretto da: Jeannot Swarc
- Scritto da: Jenna Bans

### Trama
Lexie vive nella soffitta di Meredith così Mark, che ha passato la notte da lei, non sa come uscire dalla casa senza farsi vedere dagli altri. Alla fine esce dalla casa ma proprio lì fuori incontra Derek, che incomincia a insospettirsi.
La madre di Shepherd, Caroline, è in città. Meredith è molto preoccupata e non sa come comportarsi, ma per fortuna i suoi amici cercano di consigliarla. Meredith cerca di nascondere il suo vero essere e di assomigliare a Izzie.
Nel frattempo il condannato a morte non vuole sottoporsi all'intervento che può salvargli la vita e dice di voler donare i propri organi a Jackson, il bimbo che la Bailey e Arizona hanno in cura. Derek però opera il prigioniero, assistito da Cristina, e l'operazione ha successo.
Il bambino riceve un fegato e un intestino e viene operato da Arizona, Miranda e Alex. Tuttavia durante l'operazione Sadie si accorge che c'è qualcosa sul duodeno del bambino: c'è un problema e il bambino necessita di nuovi organi, entro 24 ore. Quando Meredith lo scopre, spinge il prigioniero a colpirsi la testa per cercare di morire.
Callie si occupa di un uomo che è andato a farsi operare a Hong Kong per farsi allungare le gambe, ma l'operazione gli ha procurato una grave infezione, così lei e Mark operano l'uomo.
Mark cerca di nascondere la sua relazione con Lexie alla madre di Derek, che però lo scopre subito e fa qualche domanda a Lexie per capire che tipo sia.
Alla fine Meredith confessa a Carolyn di essere cupa e torbida e che, di fronte a un serial killer, è più in pena per lui che per le sue vittime. Inizialmente ammutolita, Carolyn la ringrazia di essere stata sincera. Owen e Cristina provano a uscire insieme, ma lui si presenta ubriaco in ritardo a casa di Cristina. Inizialmente lei è molto infastidita ma lui, in preda all'ebbrezza, le racconta un episodio particolarmente traumatico di quello che ha vissuto in guerra, rivelandole finalmente qualcosa di sé. Prima di tornare a casa, Carolyn dà a Derek l'anello di suo padre per Meredith, dato che la specializzanda, con la sua capacità di provare pena per un criminale, è secondo lei la donna giusta per il figlio poiché mostra un modo di pensare che l'uomo non ha, perciò Carlony ritiene che se per lui avere accanto una persona così sarà un gran bene.
- Special Guest Star: Kevin McKidd (Dr. Owen Hunt), Jeffrey Dean Morgan (Danny Duquette), Jessica Capshaw (Dr. Arizona Robbins).
- Guest Star: Melissa George (Sadie), Eric Stoltz (William), Samantha Mathis (Melinda), Tyne Daly (Carolyn Shepherd), Jason Kravits (Chuck), Ernie Grunwald (Gary), Aaron Refvem (Jackson Prescott),.
- Musiche: "Take Away The Words" by Winterpills, "All The Same To Me" by Anya Marina, "What A Pity" by Right Away, "Last Days Of Your Life" by Glass Pear, "The Acrobat" by Johnathan Rice.
- Riferimento del titolo: Il titolo di quest'episodio si riferisce a una canzone dei Rolling Stones intitolata appunto Sympathy for the Devil che è apparsa per la prima volta nell'album Beggars Banquet.

## Una scala per il paradiso
- Titolo originale: Stairway to Heaven
- Diretto da: Allison Liddi-Brown
- Scritto da: Mark Wilding

### Trama
La Bailey è sempre più coinvolta con il caso dal suo paziente, il bambino a cui servono urgentemente organi. Del caso si occupano anche Arizona, Izzie e Alex.
Lexie rompe il pene a Mark durante il rapporto sessuale, così Lexie chiama Callie per aiutarlo. Mark viene operato da Owen e Callie. Gli specializzandi vengono a saperlo e si chiedono chi sia stata a romperglielo, Sadie capisce che è stata Lexie ma la protegge con gli altri dicendo di essere stata lei.
Webber e George cercano di convincere una ragazza a donare gli organi del marito cerebralmente morto.
Nel frattempo Meredith non avverte Derek che il condannato a morte ha tentato di uccidersi. Quando Cristina scopre l'accaduto, chiama subito Shepherd che, infuriato, lo porta in sala operatoria assieme a Meredith e Cristina.
La Bailey, informata da Meredith del caso, interviene durante l'intervento di Derek, pregandolo di lasciar morire il detenuto William per poter utilizzare i suoi organi per Jackson Prescott. Ma Derek fa capire alla Bailey che il suo comportamento non è eticamente corretto, quindi lei lo lascia continuare a operarlo e si scusa per averlo interrotto e per averlo istigato a far morire l'uomo.
Il bambino va in arresto, ma il capo arriva con l'autorizzazione a usare gli organi dell'uomo cerebralmente morto. Jackson viene operato e si risveglia.
Izzie capisce che il fantasma di Danny vuole farle capire che lei è malata.
Owen chiede a Cristina di dargli un'altra chance per uscire insieme e lei accetta.
Meredith, dopo aver assistito all'esecuzione di William, esce dalla prigione in lacrime e trova Derek ad aspettarla e che, non riuscendo a farla smettere di piangere, la accompagna da Cristina e le due fanno quindi finalmente pace.
- Special Guest Star: Jeffrey Dean Morgan (Denny Duquette), Kevin McKidd (Dr. Owen Hunt), Jessica Capshaw (Dr. Arizona Robbins)
- Guest Star: Eric Stoltz (William Dunn), Samantha Mathis (Melinda Prescott), Aaron Refvem (Jackson Prescott)
- Musiche: "Birds" by Emilíana Torrini, "Blindsided" by Bon Iver, "Drifting Further Away" by Powderfinger
- Riferimento del titolo: Il titolo deriva da una canzone del gruppo musicale Led Zeppelin, inserita nel loro quarto album non titolato e comunemente chiamato Zoso o Led Zeppelin IV.
- La voce narrante è Denny Duquette.

## Battito accelerato
- Titolo originale: Beat Your Heart Out
- Diretto da: Julie Anne Robinson
- Scritto da: William Harper

### Trama
La dottoressa Dixon torna al SGH per un intervento su una bambina e viene assistita dalla Yang e dalla Bailey che alla fine incoraggiata dalla Dixon, da Arizona e dai suoi ultimi casi decide di prendere Chirurgia Pediatrica come seconda specializzazione. Derek deve operare una ragazza al cervello e cerca il momento migliore per chiedere a Meredith di sposarlo. Lexie chiede a Mark di rendere pubblica la loro relazione. Arizona bacia Callie. Izzie cerca di farsi i test da sola per cercare di capire quale malattia ha: alla fine scopre di essere anemica. Derek sta aspettando Meredith a casa per chiederle di sposarlo, ma viene interrotto da una telefonata e annulla tutto.
- Special Guest Star: Kevin McKidd (Dr. Owen Hunt), Jessica Capshaw (Dr. Arizona Robbins).
- Guest Star: Mary McDonnell (Dr. Virginia Dixon), Laura Allen (Beth), Martha Boles (Lisa), Jamey Dettman (Stacy), Lori Harmon (Rachel), Susan Merson (Lorraine), Eric Payne (Dan), Peter MacKenzie (Warren), Ben Shenkman (Rob), Jennifer Westfeldt (Jen).
- Musiche: "Stuck to You" by Nikka Costa, "Transmission" by Panda Transport, "These Streets" da Trolle//Siebenhaar, "Re: Stacks" by Bon Iver, "Halo" by Kate Havnevik, "Never Want To Say It's Love" by Dido.
- Riferimento del titolo: Il titolo deriva da una canzone del gruppo The Distillers presente nel loro album intitolato Coral Fang.
- Cross-over con l'episodio di Private Practice Approvazione.

## Prima e dopo
- Titolo originale: Before and After
- Diretto da: Daniel Attias
- Scritto da: Tony Phelan, Joan Rater

### Trama
La telefonata che interrompe Derek prima che possa fare la sua proposta a Meredith era di Addison per suo fratello Archer Montgomery, che ha la neurocisticercosi, ovvero dei parassiti nel cervello. Derek opera Archer con successo, nonostante si tratti di un intervento particolarmente complicato perché le cisti sembravano inoperabili.
Callie confessa ad Addison di aver baciato Arizona. Addison scopre che Mark ha una storia con Lexie e che Derek vuole chiedere a Meredith di sposarlo.
Nel frattempo il padre di Beth, l'ex fidanzata di Owen, viene ricoverato in ospedale con un cancro del colon retto. L'uomo viene operato da Owen, Cristina e Richard. L'uomo non vorrebbe dire della sua malattia alla figlia, ma Owen glielo dice.
Cristina scopre che Owen non ha ancora detto a sua madre di essere tornato dall'Iraq.
Izzie per tutta la giornata prende le matricole e le sottopone a un gioco che viene vinto da Lexie, che potrà quindi assistere alla operazione effettuata da Shepherd su Jen, una donna incinta con un aneurisma al cervello, ma dopo l'operazione, che sembrava essere andata bene, la donna si sente male.
Seguendo il gioco organizzato da Izzie, George nota le gravi carenze nozionistiche di Sadie. Inizialmente, credendo che come lui la ragazza sia solo indietro con lo studio, si offre di aiutarla, ma quando questa rifiuta, affermando di non averne bisogno, George capisce che Sadie non ha conoscenze di chirurgia e non è neanche in grado di notarle, così la obbliga a riferirlo al capo, che la elimina dal programma. Sadie infatti non sapeva nulla, aveva barato per entrare nel programma dell'ospedale dove era Meredith e sperava che avrebbe imparato sul campo, con la pratica. Dopo aver confessato la cosa a Meredith, le propone di rifare il viaggio in Europa come quello fatto anni prima, ma Meredith rifiuta, così Sadie se ne va da sola.
- Special Guest Star: Kate Walsh (Addison Forbes-Montgomery), Taye Diggs (Sam Bennett), Audra McDonald (Naomi Bennett), Kevin McKidd (Dr. Owen Hunt), Jessica Capshaw (Arizona Robbins).
- Guest Star: Grant Show (Archer Montgomery), Jennifer Westfeldt (Jen), Ben Shenkman (Rob), Laura Allen (Beth), Sam Anderson (Michael), Steven W. Bailey (Joe), Brandon Scott (Dr. Ryan Spalding), Melissa George (Sadie).
- Musiche: "Emily" by Keri Noble, "Gather to the Chapel" by Liam Finn, "Roll It" by Shontelle, "Winter Song" by Sara Bareilles & Ingrid Michaelson, "Happy Ending" by Slow Runner.
- Riferimento del titolo: Il titolo deriva da una canzone dei Rush presente nell'album omonimo.
- Cross-over con l'episodio di Private Practice Ex-vita.

## Un errore in buona fede
- Titolo originale: An Honest Mistake
- Diretto da: Randall Zisk
- Scritto da: Peter Nowalk

### Trama
Derek e Addison operano nuovamente Jen, per metterle un bypass intracranico ed extracranico, ma Jen muore mentre il suo bambino si salva. Il marito di Jen accusa Derek di averla uccisa e Derek resta sconvolto e si sente in colpa. Mark confessa a Derek di avere una relazione con Lexie e Derek, amareggiato per la morte di Jen, usa la scusa per prenderlo a pugni in faccia e sfogarsi. Callie, Hunt e Cristina si occupano di John, un uomo di 52 anni caduto dalle scale dopo una colecistectomia non laparoscopica che era stata effettuata dalla dottoressa Margaret Campbell, la prima chirurgo donna dell'ospedale. Cristina denuncia la dottoressa Campbell, che ha sbagliato una procedura di base. Richard così licenzia la dottoressa Campbell. La Bailey raccoglie numerose lettere di raccomandazione per poter prendere la specializzazione in chirurgia pediatrica; rimane tuttavia delusa dalla lettera di raccomandazione standard che le scrive il capo, che sperava di affidarle il suo posto e non è contento della sua scelta di passare a pediatria. Una paziente a cui Izzie aveva diagnosticato un cancro arriva infuriata in ospedale: ha infatti scoperto, effettuando altre costosissime analisi, di essere solo anemica. Infatti c'è stato uno scambio di provette, per errore delle matricole, molto probabilmente Sadie, a cui la donna era stata affidata prima che la ragazza si licenziasse. Izzie incomincia allora a nutrire un terribile sospetto sulla propria malattia. Callie, dopo essere stata baciata da Arizona al bar, decide di farsi avanti con lei, ma scopre però che Arizona ha già una relazione con un'altra donna, Julie.
- Special Guest Star: Kate Walsh (Addison Forbes-Montgomery), Kevin McKidd (Dr. Owen Hunt), Jessica Capshaw (Dr. Arizona Robbins).
- Guest Star: Jennifer Westfeldt (Jen), Ben Shenkman (Rob), Kathleen Early (Dr. Daisy Pepman), Louis Giambalvo (John), Susan Merson (Lorraine), Faye Dunaway (Dr. Margaret Campbell).
- Musiche: "Turn the Page" by Matt Hires, "Error Error" by Dash & Will, "Twice" by Little Dragon, "Like A Ghost" by Calahan, "The Planets Bend Between Us" by Snow Patrol.
- Riferimento del titolo: Il titolo An Honest Mistake è una canzone dei The Bravery presa dall'omonimo album.
- Cross-over con l'episodio di Private Practice Aspetta e vedrai.

## Ti seguirò nell'oscurità
- Titolo originale: I Will Follow You Into the Dark
- Diretto da: Rob Corn
- Scritto da: Jenna Bans

### Trama
Derek, dopo l'errore durante l'intervento, non vuole operare più, nonostante il capo Webber cerchi di convincerlo a farlo. Webber lo sostituisce, almeno momentaneamente, affidando i suoi interventi al dottor Jim Nelson.
La Bailey, offesa dal comportamento del capo, decide di chiamare Adele Webber per fare da intermediario tra loro. Adele allora costringe Webber a chiedere scusa a Miranda e a smetterla di trattarla male.
Cristina, Meredith e la Bailey si occupano di tre fratelli, Meg, Tricia e Mike Shelley, che vogliono farsi fare una gastrectomia profilattica, perché tutta la loro famiglia è morta o è in fin di vita per un tumore allo stomaco e anche loro hanno 3 probabilità su 4 di ammalarsi. Alla fine però Mike decide di rinunciare a operarsi e godersi pienamente la vita che ha davanti.
Gli specializzandi di Izzie si occupano della paziente "X", che è in realtà Izzie stessa, anche se nessuno lo sa. I giovani specializzandi scoprono che Izzie ha un tumore alla pelle gravissimo, con metastasi su fegato, pelle e cervello. La prognosi è di pochi mesi e la probabilità di sopravvivenza è solo del 5%. Izzie non riesce a confidare la sua scoperta a nessuno, se non a Cristina.
Alex, assistito da Arizona e Owen, scopre che Beth, una paziente arrivata convinta di aver avuto una crisi epilettica, ha in realtà un problema al cuore e con un pacemaker il problema della ragazzina viene definitivamente risolto.
Meredith va da Derek, per provare a convincerlo a tornare a lavorare. Derek se ne è andato da casa di Meredith ed è tornato alla roulotte. Meredith ha saputo da Richard che Derek voleva chiederle di sposarla, così lei tira fuori la questione in un litigio con Derek e lui lancia l'anello nel vuoto davanti a lei.
- Special Guest Star: Kevin McKidd (Dr. Owen Hunt), Jessica Capshaw (Dr. Arizona Robbins).
- Guest Star: Michael Rady (Mike Shelley), Wendy Hoopes (Tricia Shelley), Erin Cahill (Meg Shelley), Susane E. Lee (Beth), Loretta Devine (Adele Webber), Brandon Scott (Dr. Ryan Spalding).
- Musiche: "Front Row" by Metric, "Duet" by Rachael Yamagata, "Treeology" by Shady Bard, "A Storm Is Going To Come" by Piers Faccini.
- Riferimento del titolo: Il titolo dell'episodio fa riferimento alla canzone dei Death Cab for Cutie inserita nel loro album Plans.

## Stammi vicino
- Titolo originale: Stand By Me
- Diretto da: Jessica Yu
- Scritto da: Zoanne Clack

### Trama
Izzie, dopo essersi confidata con Cristina sulle sue condizioni di salute, rifiuta ogni tentativo di aiuto da parte di quest'ultima, e non si presenta all'appuntamento con l'oncologo che la Yang fa di tutto per fissarle.
Nel frattempo Mark deve effettuare un trapianto facciale su un uomo di 38 anni che è rimasto sfigurato dopo un incidente d'auto. L'intervento è ad alto rischio di rigetto. Il paziente non ha relazioni sociali da moltissimo tempo, e ha chiesto ad alcuni amici conosciuti in una chat di appassionati di orchidee e mai visti dal vivo di venirlo ad assistere dopo l'operazione, quando avrà un nuovo volto. Vedendoli arrivare prima dell'intervento li caccia in malo modo, non volendo essere visto in quello stato. Lexie però lo convince a richiamarli, assicurandogli -a ragione- che nessuno rimarrà inorridito. Izzie è molto delusa da come le matricole trattano l'uomo, che viene soprannominato "buco nero" e teme che si comporterebbero allo stesso modo con lei se dovesse essere operata.
Lexie assiste Sloan provocando invidia fra le matricole, e alla fine della giornata lo bacia davanti a tutti.
A Cristina viene affidato il suo primo intervento da primo operatore, un'operazione all'anca di una donna con un'ernia, la signora Larry Sullivan. Prima di incominciare l'operazione, in sala operatoria Cristina decide di rivelare ad Alex e alla Bailey che Izzie ha un melanoma metastatico al quarto stadio diffusosi al fegato, al cervello e alla pelle e che rifiuta le terapie.
La Bailey spedisce prima Callie e poi Owen nel bosco, per convincere Derek a tornare al lavoro. Più tardi rivela però a Webber che tutti e tre i chirurghi non sono tornati, infatti hanno incominciato a raccontarsi a vicenda i loro errori fatali di lavoro e si sono ammutoliti e avviliti. Richard allora si reca alla roulotte e Derek si arrabbia con lui perché ha detto a Meredith dell'anello.
Alla fine Derek chiama da sé Meredith e lei va da lui e gli rivela che Izzie ha il cancro e che lui è una delle poche persone al mondo che la potrebbe salvare.
Izzie decide di accettare la sua malattia e di combatterla, così viene ricoverata immediatamente.
- Special Guest Star: Kevin McKidd (Dr. Owen Hunt), Jessica Capshaw (Dr. Arizona Robbins).
- Guest Star: Larry Sullivan (Dave), Emily Kuroda (Kendall), Brandon Scott (Dr. Ryan Spalding).
- Musiche: "Everywhere" by Common featuring Martina Topley-Bird, "A Mirror Without" by Royal Wood, "Driveway" by Great Northern.
- Riferimento del titolo: Il titolo dell'episodio è quello di una canzone resa famosa da Ben E. King ma è anche una canzone degli Oasis.

## Lettere d'amore in ascensore
- Titolo originale: Elevator Love Letter
- Diretto da: Ed Ornelas
- Scritto da: Stacy McKee

### Trama
Owen tenta di strangolare Cristina nel sonno a causa di un incubo. Meredith, avvertita da Callie che ha sentito Cristina urlare, spinge Cristina a non vedere più Owen. Cristina inizialmente non sembra particolarmente turbata e perdona Owen che continua a scusarsi piangendo. Tuttavia, dopo aver fatto per la prima volta l'amore con Owen ammette di non farcela a continuare la relazione; ha paura di addormentarsi fra le sue braccia. Hunt accetta quindi per la prima volta di cercare una cura per il trauma subito in Iraq.
Dopo aver congelato gli ovuli in modo da poter ancora avere bambini nel caso sopravvivesse alla malattia, Izzie viene ricoverata.
Derek torna a casa da Meredith e torna a lavorare in ospedale per operare Izzie, ma confessa a Meredith di non sentirsi ancora realmente pronto.
Un'oncologa molto fredda e dura coordina l'intervento, che termina con successo.
George è arrabbiato perché Izzie non si è mai confidata con lui nonostante lui le sia sempre rimasto vicino; Callie si sente in colpa per avere in passato desiderato la morte di Izzie.
Incoraggiato da Richard, Derek chiede a Meredith di sposarlo preparando in ascensore una serie di fotografie e ricordi dei loro interventi di successo: lei finalmente accetta.
La Bailey rimprovera Alex, Cristina e gli altri di essere stati poco vicini a Izzie e chiede loro di esserci per Izzie d'ora in poi.
- Special Guest Star: Kevin McKidd (Dr. Owen Hunt), Jessica Capshaw (Dr. Arizona Robbins).
- Guest Star: Kimberly Elise (Dr. Swender), Molly Hagan (Jackie), Todd Waring (Tobin), Brandon Scott (Dr. Ryan Spalding).
- Musiche: "Little Pieces" by Gomez, "The Weight Of Us" by Sanders Bohlke, "That Home" by The Cinematic Orchestra, "Rise Up" by Ben Lee, "With The Notes In My Ears" by Peter Broderick, "We Do What We Want To" by O+S, "Like A Ghost" by Calahan.
- Riferimento del titolo: Il titolo dell'episodio è quello di una canzone della band Stars tratta dal loro album Heart.
- La voce narrante in questo episodio è quella di Alex Karev.

## Dolce resa
- Titolo originale: Sweet Surrender
- Diretto da: Tony Phelan
- Scritto da: Sonay Washington

### Trama
Izzie si dedica completamente ai preparativi per il matrimonio di Meredith e Derek, per tentare distrarsi dai numerosi trattamenti a cui è sottoposta e che incominciano a farsi sentire. La dottoressa Swender la mette in guardia, sapendo che la terapia con IL-2 la farà sentire ben presto priva di forze.
Owen incomincia la sua terapia con la dottoressa Wyatt: inizialmente non riesce a riconoscere i propri sentimenti, poi incomincia a collaborare con la psicologa.
Derek e Mark si occupano di Dan Gates, mentre Alex e George di Anthony Meloy: secondo Anthony, con ferite multiple a viso, braccio e tronco, il signor Gates l'ha accidentalmente investito mentre quest'ultimo, con una lesione al nervo facciale a causa di una frattura dietro all'orecchio, con un timpano lacerato e un'emorragia alla milza, è convinto che Meloy si sia tuffato sotto alla sua macchina. George capisce che il signor Meloy in realtà ha tentato di suicidarsi e prova a parlarne con Alex, che però è troppo distratto a causa di Izzie per prendere seriamente la situazione, motivo per cui viene aspramente rimproverato da Owen. Anthony nel frattempo fugge dal pronto soccorso e si butta da una finestra dell'ospedale. George lo soccorre immediatamente, mentre Alex va nel panico. Owen nota il sangue freddo di George e gli suggerisce di specializzarsi in traumatologia.
Arriva anche un uomo con dolori addominali.
Lexie si butta sul cibo per superare la situazione fra Derek e Mark. Meredith si rifiuta di portare l'anello di fidanzamento, non vuole che il testimone di Derek sia Richard e convince Derek a fare pace con Mark. Poi Meredith annuncia a Lexie che dovrà essere la sua damigella di nozze.
La Bailey si occupa, assieme ad Arizona, di Jessica Smithson, una bambina di 6 anni affetta dalla malattia di Tay-Sachs. Alla fine la bambina, dopo aver passato la giornata abbracciata alla Bailey, muore tra le braccia del giovane padre Matt.
Il padre di Callie arriva in città per conoscere il nuovo amore della figlia e rimane sconvolto quando scopre che si tratta di una donna. L'uomo ordina a Callie di tornare a casa con lui a Miami e dato che Callie rifiuta decide di tagliarle i fondi e toglierle il fondo fiduciario.
- Special Guest Star: Jessica Capshaw (Dr. Arizona Robbins).
- Guest Star: Kimberly Elise (Dr. Swender), Obba Babatundé (Dan Gates), José Zúñiga (Anthony Meloy), Elden Henson (Matt Smithson), Héctor Elizondo (Mr. Torres), Amy Madigan (Dr. Wyatt).
- Musiche: "Vagabonds And Clowns" by Mostar Diving Club, "Sweetheart" by Jont, "Summer Came When We Were Falling Out" by Shady Bard, "Break Me Out" by The Rescues.
- Riferimento del titolo: Sweet Surrender è il titolo di una canzone interpretata da molti artisti tra cui Bread, Wet Wet Wet, John Denver, Diana Ross, Rod Stewart e Sarah McLachlan. Inoltre la parola “sweet surrender” è presente nel brano I Don't Want to Miss a Thing degli Aerosmith, colonna sonora del film del 1998 Armageddon - Giudizio Finale

## Non riuscire a dire "mi dispiace"
- Titolo originale: No Good at Saying Sorry (One More Chance)
- Diretto da: Tom Verica
- Scritto da: Krista Vernoff

### Trama
La madre di Izzie, Robbie, arriva in città, dopo aver saputo dalla Bailey che Izzie ha un cancro. La madre di Izzie è una donna molto solare e gentile ma, come dice Izzie, "limitata", infatti è chiaramente incapace di capire davvero la situazione della figlia (pensa che "melanoma" significhi solo avere un neo). Chiama un mago che la rassicura che la figlia guarirà presto, ma quando questa prova a spiegarle come stanno veramente le cose si spaventa. Izzie allora fa dire alla madre dalla Bailey che è guarita, mentre invece le metastasi sono aumentate quindi dovrà sottoporsi a un ulteriore intervento. Robbie torna a casa convinta che la figlia stia bene.
Il padre di Lexie e Meredith, Thatcher Grey, dopo aver concluso la riabilitazione per l'alcolismo, arriva in ospedale e va a parlare con Richard. Thatcher vuole poter chiedere scusa alle sue figlie, Richard le prega di ascoltarlo. Lexie accetta di perdonarlo, Meredith no. Lexie fa conoscere Mark a suo padre.
Callie e Mark si occupano di Karen, una ragazza che si fa chiamare Willow e che è caduta da un albero su cui aveva vissuto per 6 settimane per non farlo buttare giù. La ragazza è stata fatta cadere dall'albero perché i costruttori della zona lo hanno volutamente abbattuto con un bulldozer. La sorella della ragazza, che è un avvocato, alla fine deciderà di sporgere denuncia e riuscirà a vincere la causa.
Per tutta la giornata Owen ignora Cristina, lasciando invece molto spazio a George. I tre dottori si occupano di curare un uomo con ferite multiple d'arma da fuoco: la figlia dell'uomo, una bambina chiamata Maddie, gli ha sparato.
Meredith si occupa della bambina e capisce che non l'ha fatto per sbaglio, bensì intenzionalmente, con l'intento di uccidere il padre che picchiava la madre. Meredith parla chiaro alla madre della bambina, dicendole di non imporre alla bambina di scusarsi con il padre, e poi le consiglia di lasciare il marito, consiglio che alla fine viene seguito. A causa di ciò, Meredith viene minacciata di licenziamento dal capo, che però dopo si scusa per non averla difesa quando lui era uno specializzando e lei una bambina. Alla fine Meredith e Richard si riappacificano e Meredith decide di consegnargli tutti i vecchi diari di sua madre.
Owen alla fine spiega a Cristina che sta cercando di ignorarla perché ritiene di non essere l'uomo giusto per lei.
- Special Guest Star: Jessica Capshaw (Dr. Arizona Robbins).
- Guest Star: Jeff Perry (Thatcher Grey), Sharon Lawrence (Robbie), Kellie Martin (Julie), Nina Siemaszko (Kate), Megan Henning (Willow).
- Musiche: "Brand New" by Emilie Mover, "Stay Over" by The Rescues, "So Far From Me" by Brett Dennen, "Turn and Turn Again" by All Thieves, "Wedding Ring" by The Hard Lessons.
- Riferimento del titolo: No Good At Saying Sorry è una canzone de The Early November tratta dal loro album The Mother, The Mechanic, and The Path.

## Che differenza può fare una giornata...
- Titolo originale: What a Difference a Day Makes
- Diretto da: Rob Corn
- Scritto da: Shonda Rhimes

### Trama
Meredith e Derek decidono di anticipare la data del matrimonio, data la situazione critica di Izzie.
Callie fa turni straordinari in pronto soccorso per guadagnare soldi, dopo che il padre l'ha diseredata. Inoltre Callie evita Arizona per tutta la giornata, perché lei è voluta andare in un ristorante di lusso nonostante Callie non potesse permetterselo. Alla fine della giornata le due però fanno pace.
In pronto soccorso sono tutti occupati a causa di un incidente stradale in cui un camion si è schiantato contro 8 studenti del college, nel giorno del loro diploma. Alla fine della giornata sopravvive solamente la ragazza curata da Owen e Alex, mentre tutti gli altri 7 ragazzi seguiti da George muoiono. La cosa avvilisce molto George, che si sente incapace, ma Owen gli spiega che traumatologia è basata sul lavoro di squadra e quindi il merito della sopravvivenza della ragazza è anche suo.
Derek regala a Meredith un intervento da primo, durante il quale la assistono Mark e il capo. L'intervento si conclude con successo.
Izzie comincia a vedere nuovamente Danny e allora si sottopone a un'altra risonanza magnetica e a una mappatura del cervello, che alla fine evidenzia un nuovo tumore. Derek analizza il tumore ma date le sue dimensioni ridotte non crede che riuscirà a toglierlo.
Alla fine, su consiglio della Bailey, Derek e Meredith decidono di cedere il matrimonio a Alex e Izzie. Cristina fa da damigella a Izzie e Meredith da testimone ad Alex. Quasi priva di forze, Izzie viene accompagnata all'altare da George.
Tornata nella sua camera d'ospedale, dopo il matrimonio, Izzie incomincia a perdere i capelli così, incoraggiata da Alex, se li taglia completamente.
- Special Guest Star: Jeffrey Dean Morgan (Denny Duquette), Jessica Capshaw (Dr. Arizona Robbins)
- Guest Star: Amy Gumenick (Rebecca Wells), Roberto Urbina (Jordan).
- Musiche: "First In Line" by Matthew Mayfield, "Another Likely Story" by Au Revoir Simone, "Turn to Stone" by Ingrid Michaelson.
- Riferimento del titolo: What a difference a day makes è una canzone di Dinah Washington. Il titolo originale di quest'episodio era Beautiful Day che è una canzone degli U2 che è appunto una canzone tipica da matrimonio.
- La voce narrante in questo episodio è Izzie Stevens.
- È l'episodio numero 100.

## Ai giorni futuri
- Titolo originale: Here's to Future Days
- Diretto da: Bill D'Elia
- Scritto da: Allen Heinberg

### Trama
Izzie trascorre del tempo con una paziente malata di cancro e vorrebbe che qualcun altro decidesse per lei se operarsi o meno: la cura è lunga e faticosa, mentre l'operazione comporterebbe il rischio di perdere la memoria. Alla fine Izzie decide di operarsi, ma firma il DNR perché, spiega ad Alex, non sopporta di vivere una vita piena di allucinazioni e discorsi con persone morte. Mark chiede a Lexie di andare a vivere insieme: Lexie sembra non capire e alla fine rifiuta perché per lei sarebbe troppo presto. Owen, Callie e George hanno un caso di un uomo che vuole farsi amputare una gamba per tornare con l'esercito in Iraq. Callie è contraria all'amputazione di un arto che, nonostante il giovane senta come dolorante, fisicamente è sano, ma il paziente le fa capire che ciò gli permetterebbe di riprendere il lavoro in cui crede e alla fine l'intervento viene eseguito con successo. Colpito dalla situazione del ragazzo, Owen spiega a Cristina che il motivo per cui non va a trovare la madre è che una parte di lui è ancora rimasta in Iraq e non ha terminato di compiere il suo dovere, perciò decide di fare domanda per rientrare nell'esercito. Cristina però riesce a fargli cambiare idea dicendo che tiene a lui, e lo accompagna a casa di sua madre. Webber cerca di far cambiare idea alla Bailey sulla sua specializzazione, comprando nuovi strumenti all'avanguardia dei quali è inizialmente entusiasta ma Arizona, rendendosi conto delle intenzioni del capo, fa capire a Miranda che è la gioia dei pazienti ciò che conta di più nella chirurgia. George decide di arruolarsi nell'esercito in qualità di chirurgo d'urgenza.
- Special Guest Star: Jessica Capshaw (Dr. Arizona Robbins), Jeffrey Dean Morgan (Denny Duquette).
- Guest Star: Kimberly Elise (Dr. Swender), Zach Gilford (Tenente Charlie Lowell), Liza Weil (Alison Clark), Debra Mooney (Mrs. Hunt).
- Musiche: "Charmed Life" by Joy Williams, "Where the Road Meets the Sun" by Katie Herzig & Matthew Perryman Jones, "Hold On to Me" by Sugarplum Fairies.
- Riferimento del titolo: il titolo di quest'episodio deriva da una canzone dei REM.

## Ora o mai più
- Titolo originale: Now or Never
- Diretto da: Rob Corn
- Scritto da: Debora Cahn

### Trama

Rianimazione di Izzie dopo l'arresto cardiaco.

Dopo l'intervento che le ha tolto tutto il tumore, Izzie ogni due minuti perde la memoria e non si ricorda niente di quello che le succede. In ospedale intanto arriva uno sconosciuto che, per salvare una ragazza che non conosceva, è stato investito e poi trascinato per un isolato da un autobus guidato da un autista poco attento alla strada.
Questo sconosciuto è sfigurato e dovrà subire svariati interventi per salvarsi.
Nel frattempo Lexie e Mark litigano a causa di lei che ha deciso di non andare a vivere con lui e così Sloan per farla arrabbiare si mette a guardare foto di case alla ricerca di una che vorrebbe comprare. Cristina dice a Owen che lo ama e decide di tornare insieme a lui. Meredith e Derek dopo aver preso la grande decisione di sposarsi in municipio lasciano perdere tutto e decidono di firmare un post-it con le regole da rispettare per il loro matrimonio.
Mentre Meredith è scioccata dalla scoperta dell'identità dello sconosciuto (che si rivela essere George che deciso ad arruolarsi come militare aveva preso la giornata libera) a Izzie ritorna la memoria ma mentre Alex e lei si abbracciano questa ha un arresto cardiaco. L'episodio si conclude con la rianimazione di Izzie sotto le lacrime di Alex, e con George operato da Derek sotto gli occhi sconvolti di Meredith, che si incontrano entrambi in ascensore, lui vestito da militare e lei con il vestito rosa che indossava la sera in cui era morto Denny.
- Special Guest Star: Jessica Capshaw (Dr. Arizona Robbins).
- Guest Star: Shannon Lucio (Amanda).
- Musiche: All Love di Ingrid Michaelson,The Battle di Missy Higgins, Flashdance...What A Feeling di Yael Naim, Off I Go di Greg Laswell.
- Il titolo si riferisce all'omonimo brano dei Three Days Grace.